# Buci (Visoko)
Pour les articles homonymes, voir Buci.
Buci (en cyrillique : Буци) est un village de Bosnie-Herzégovine. Il est situé dans la municipalité de Visoko, dans le canton de Zenica-Doboj et dans la fédération de Bosnie-et-Herzégovine. Selon les premiers résultats du recensement bosnien de 2013, il compte 439 habitants.

## Géographie
Le village est situé au bord de la Fojnička rijeka, un affluent gauche de la Bosna.

## Démographie

### Évolution historique de la population dans la localité
| 1948 | 1953 | 1961 | 1971 | 1981 | 1991 | 2013 |
| ---- | ---- | ---- | ---- | ---- | ---- | ---- |
| -    | -    | 195  | 355  | 214  | 333  | 439  |

|  |

### Communauté locale
En 1991, la communauté locale de Buci comptait 2 414 habitants, répartis de la manière suivante :